# Magda De Galan
Magda C.A.M. De Galan (Sint-Gillis, 23 september 1946 – Brussel, 17 september 2024) was een Belgisch politica voor de PS, die onder meer burgemeester en minister was.

## Biografie
Magda De Galan studeerde af als doctor in de rechten aan de Université libre de Bruxelles. Van 1968 tot 1970 was ze er assistent successierecht en nadien werd ze in 1970 inspecteur bij het Fonds van Arbeidsongevallen. Van 1977 tot 1978 werkte ze vervolgens als secretaresse op de administratiedienst van de Nationale Arbeidsraad, waar ze vanaf 1979 attaché was. Ook was De Galan tussen 1978 en 1991 kabinetsmedewerker bij verschillende PS-ministers, met name André Degroeve en Philippe Moureaux.
Voor de PS werd ze verkozen tot gemeenteraadslid van Vorst, waar ze van 1983 tot 1989 schepen en van 1989 tot 2000 en van 2007 tot 2012 burgemeester was.
Van 1991 tot 1995 zetelde De Galan in de Kamer van volksvertegenwoordigers, waarna ze van 1995 tot 2009 in het Brussels Hoofdstedelijk Parlement zetelde. Van 1999 tot 2004 was ze de voorzitter van het Brussels Hoofdstedelijk Parlement.
Bovendien was ze van 1992 tot 1993 minister van Gezondheid en Sociale Zaken in de Franse gemeenschapsregering en van 1993 tot 1994 minister van Volksgezondheid, Leefmilieu en Maatschappelijke Integratie en van 1994 tot 1999 minister van Sociale Zaken in de federale regering.
De Galan overleed in september 2024 op 77-jarige leeftijd.